# Bongardia margalla
Bongardia margalla är en berberisväxtart som beskrevs av Ralph Randles Stewart, R.A. Qureshi och M.N. Chaudhri. Bongardia margalla ingår i släktet Bongardia och familjen berberisväxter. Inga underarter finns listade i Catalogue of Life.